# Uniforme de la selección de fútbol de Rumania
El uniforme de Rumania es suministrado por la empresa española Joma, que reemplazó a Adidas en 2015.
En 2017, la Federación Rumana de Fútbol anunció su primera identidad de marca y un nuevo uniforme. El nuevo emblema hace referencia al escudo de armas de las cinco provincias rumanas con la intención de simbolizar la unidad de Rumanía.
El uniforme está disponible en tres colores principales: rojo, amarillo y azul. Todos los uniformes tienen impreso "Împreună suntem fotbal" ("Juntos somos fútbol") impreso en el interior del collar.